# Budynek przy ul. Antoniego Józefczaka 29 w Bytomiu
Budynek przy ul. Antoniego Józefczaka 29 w Bytomiu – budynek z 1871 roku w Bytomiu, wpisany do rejestru zabytków nieruchomych województwa śląskiego.
Gmach wzniesiony w stylu historyzmu był użytkowany m.in. jako hotel, był także siedzibą państwowych jednostek publicznych, obecnie jest wykorzystywany jako biurowiec.

## Historia
Budynek został wzniesiony w bytomskim Śródmieściu w 1871 roku (jedno ze źródeł podaje, iż według projektu Skrocha), jego pierwotny adres to Langestrasse 38. W budynku co najmniej od 1876 roku mieścił się hotel, nazywany od nazwiska właściciela hotelem Skrocha. Obiekt przebudowano na przełomie XIX i XX wieku. Do hotelu przyjeżdżali m.in. znachorzy i uzdrawiacze, którzy organizowali na miejscu pokazy rzekomo cudownych leków, rezydowała w nim także wróżka, która organizowała seanse spirytystyczne. Podczas I
wojny światowej prowadzono wynajem pokoi na godziny na potrzeby uprawiania prostytucji; sam hotel został zmniejszony, a część pomieszczeń wynajmowano. Hotel zbankrutował (bądź został częściowo zamknięty) w 1918 roku, a wyposażenie 29 pokoi hotelowych i 12 służbowych, przeznaczonych dla personelu oraz wyposażenie restauracji hotelowej zostało sprzedane na licytacji. Budynek przeszedł w posiadanie bytomskiego magistratu i był wykorzystywany jako siedziba różnych urzędów. Na przełomie 1918 i 1919 roku umieszczono w nim centralę telefoniczną Grezschutzu. Rankiem 18 sierpnia 1919 roku, podczas I powstania śląskiego, dziewięciu członków Polskiej Organizacji Wojskowej bezskutecznie próbowało zdobyć tęże centralę. W 1919 roku ulokowano w tymże budynku również Urząd Stanu Cywilnego, który wcześniej znajdował się w bytomskim ratuszu. Znajdowała się tu także Kasa Chorych, a także wybrane wydziały policji miejskiej. Od 1922 roku w budynku wydawano karty cyrkulacyjne, które uprawniały do przekraczania granicy polsko-niemieckiej. 
Około 1926 roku Skrochs Hotel został na nowo otwarty. W latach 60. XX wieku w budynku mieścił się Hotel Budowniczych.
27 października 1992 roku budynek został wpisany do rejestru zabytków nieruchomych województwa katowickiego pod nr. A/1504/92, 2 kwietnia 2020 nadano nowy numer rejestru województwa śląskiego, tj. A/618/2020. Współcześnie budynek jest wykorzystywany jako obiekt biurowy, mieszczą się w nim m.in. siedziba firmy ochroniarskiej, czy firma telekomunikacyjna.

## Architektura
Trzypiętrowa kamienica w stylu historyzmu, z bogatą dekoracją fasady. Umieszczono na niej tablicę pamiątkową poświęconą próbie zdobycia centrali Grezschutzu.

## Galeria

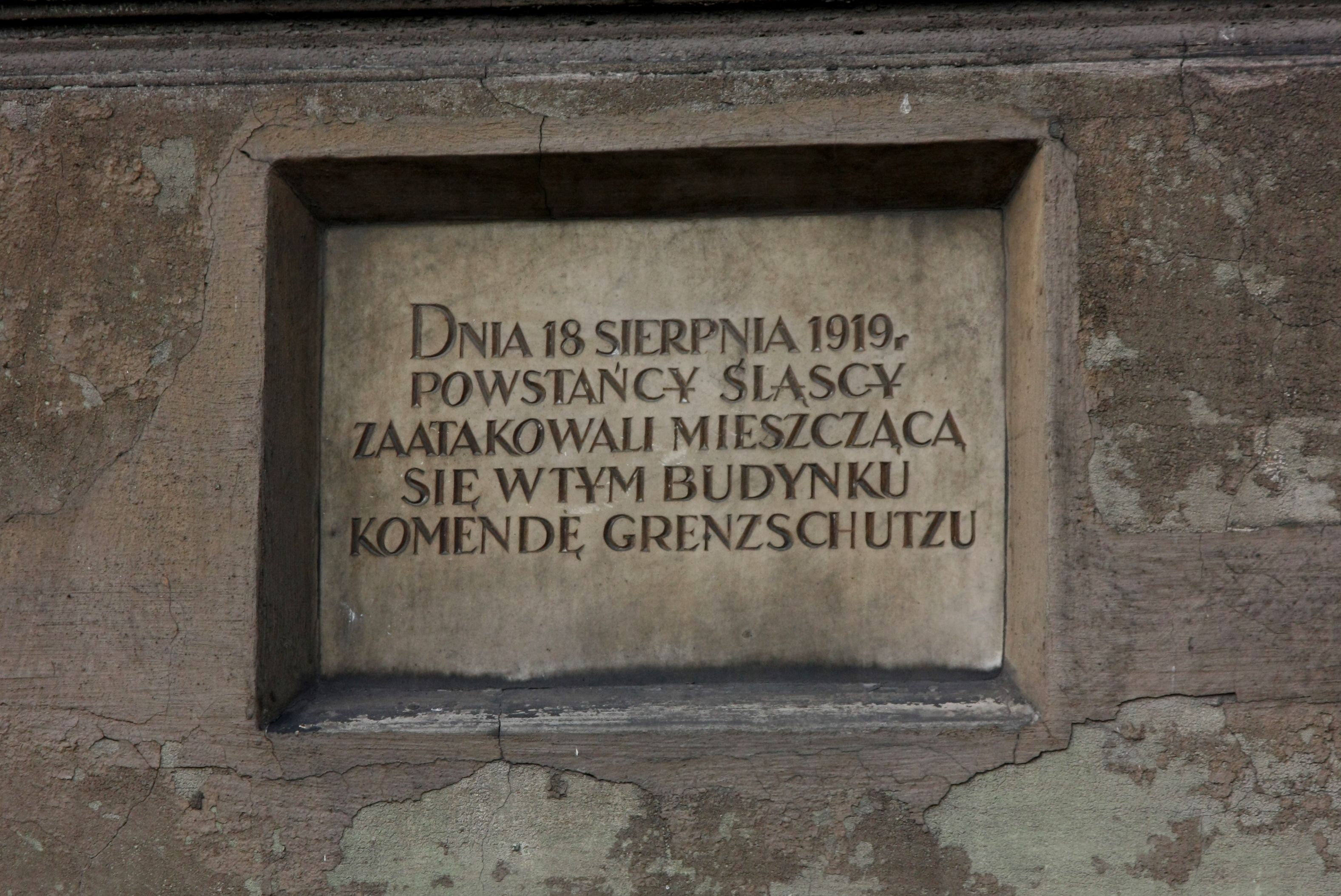
Inskrypcja pamiątkowa na fasadzie (2011)
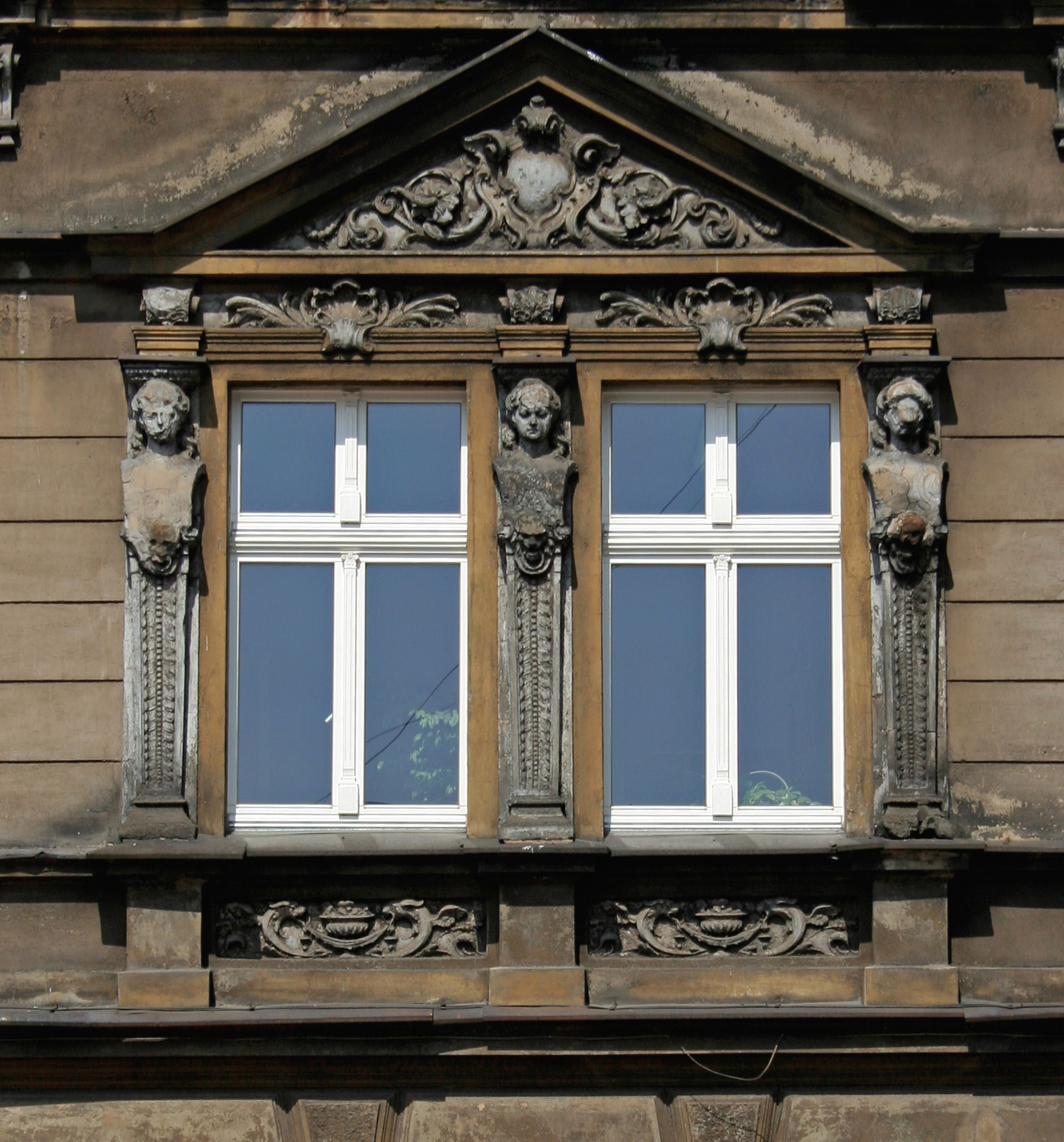
Okno z tympanonem (2010)
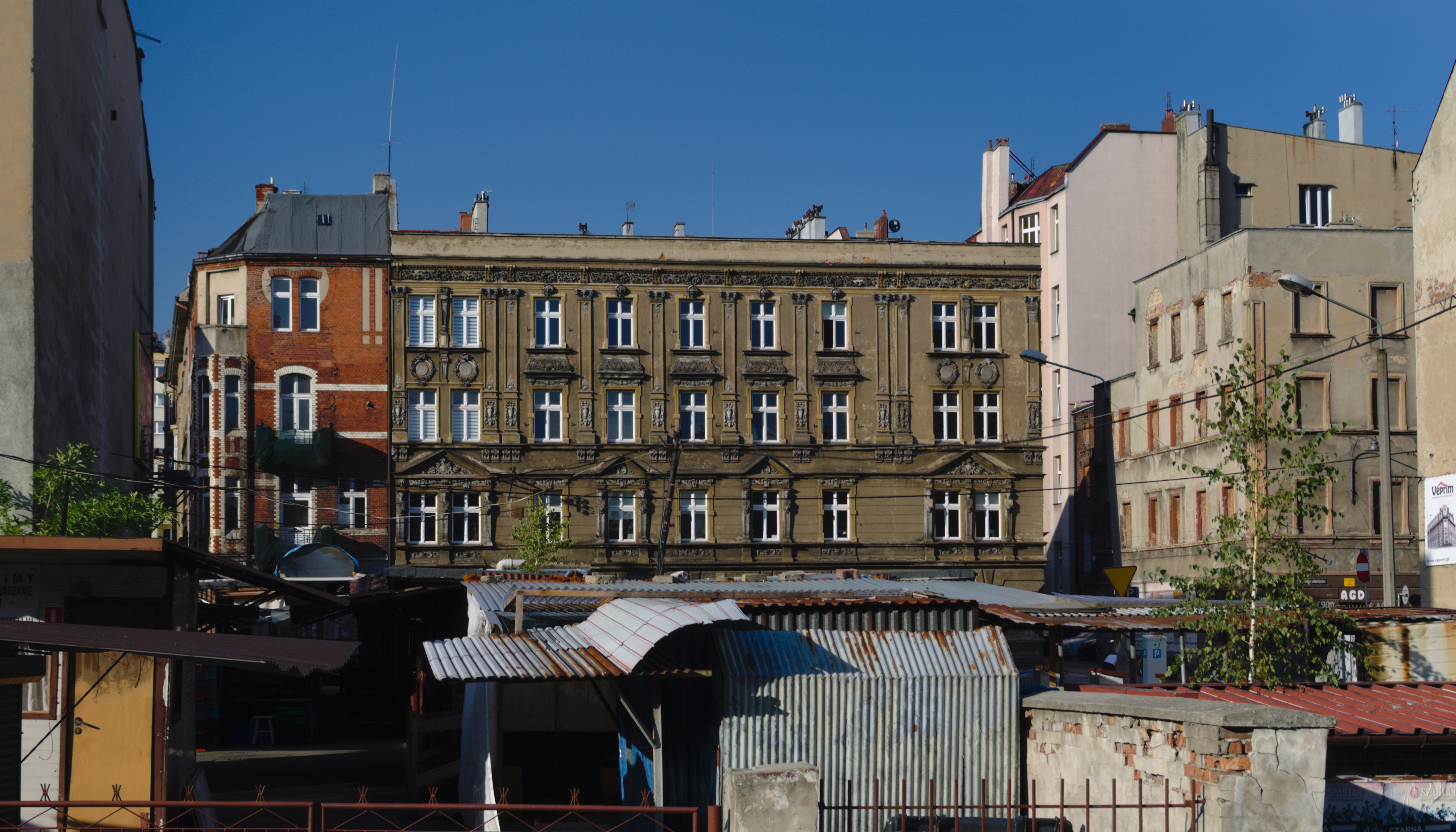
Fasada widziana z ul. Wałowej (2020)
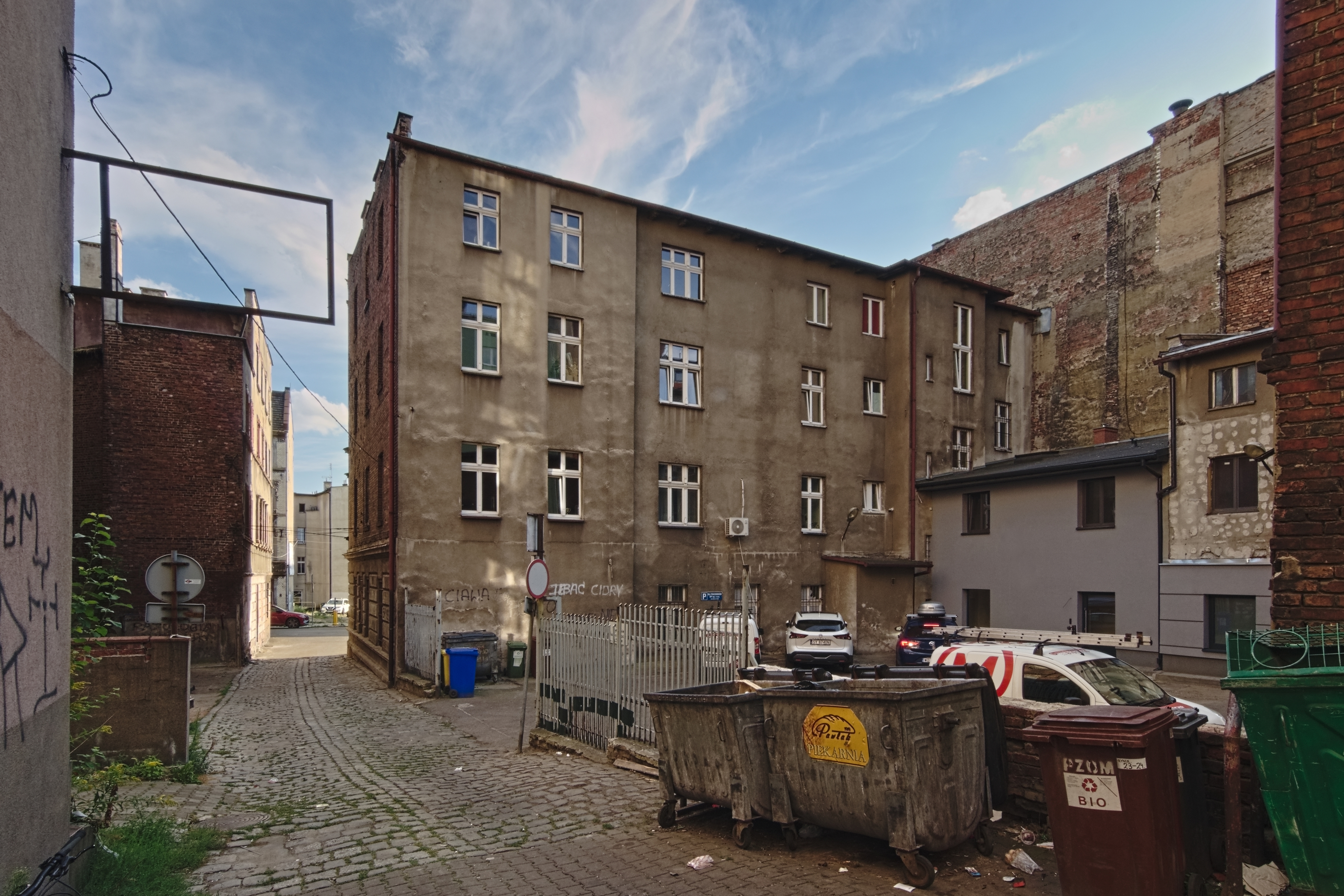
Widok od północy (2024)